# 2649 Oongaq
2649 Oongaq este un asteroid din centura principală, descoperit pe 29 noiembrie 1980 de Edward Bowell.